# Jarrier
Jarrier est une commune française située dans le département de la Savoie, en région Auvergne-Rhône-Alpes.

## Géographie
Superficie : 1 779 ha.
Le terrain de la commune est essentiellement constitué de plaques schisteuses inclinées plus ou moins dans la pente, ce qui cause des glissements lents mais continus de terrain.
Jusque dans les années 1960 les paysans remontaient chaque année la terre fertile de leurs champs à dos d'hommes ou de mulets, dans des paniers d'osier. Cette particularité géologique explique aussi la technique de construction des maisons d'habitation traditionnelles : la charpente était construite d'abord posée sur 6 ou 8 colonnes de bois (conifères de la forêt du Sapey toute proche) puis l'on construisait en pierre de tuf les murs du rez-de-chaussée en laissant apparentes les colonnes qui étaient ainsi ajustables par des pierres plates glissées dessous. Le grand volume sous la toiture servait de grange à foin, le rez-de-chaussée abritait les hommes et les bêtes. Les denrées précieuses comme les costumes traditionnels, avec coiffe en dentelle et robe à queue de canard pour les femmes et veste de laine écrue pour les hommes, le grain, les jambons, le pain étaient remisés dans des « greniers » indépendants, sur courts pilotis de pierres plates, tout en madriers bien ajustés, étanches aux insectes et aux souris, loin des risques d'incendie.[réf. nécessaire]

### Climat
Pour des articles plus généraux, voir Climat d'Auvergne-Rhône-Alpes et Climat de la Savoie.
En 2010, le climat de la commune est de type climat de montagne, selon une étude du Centre national de la recherche scientifique s'appuyant sur une série de données couvrant la période 1971-2000. En 2020, Météo-France publie une typologie des climats de la France métropolitaine dans laquelle la commune est exposée à un climat de montagne ou de marges de montagne et est dans la région climatique Alpes du nord, caractérisée par une pluviométrie annuelle de 1 200 à 1 500 mm, irrégulièrement répartie en été.
Pour la période 1971-2000, la température annuelle moyenne est de 8,3 °C, avec une amplitude thermique annuelle de 17,4 °C. Le cumul annuel moyen de précipitations est de 1 156 mm, avec 9,7 jours de précipitations en janvier et 8,9 jours en juillet. Pour la période 1991-2020, la température moyenne annuelle observée sur la station météorologique de Météo-France la plus proche, « Saint-Jean de Maurienne », sur la commune de Saint-Jean-de-Maurienne à 3 km à vol d'oiseau, est de 11,6 °C et le cumul annuel moyen de précipitations est de 910,9 mm,. Pour l'avenir, les paramètres climatiques de la commune estimés pour 2050 selon différents scénarios d'émission de gaz à effet de serre sont consultables sur un site dédié publié par Météo-France en novembre 2022.

## Urbanisme

### Typologie
Au 1er janvier 2024, Jarrier est catégorisée commune rurale à habitat dispersé, selon la nouvelle grille communale de densité à sept niveaux définie par l'Insee en 2022.
Elle appartient à l'unité urbaine de Saint-Jean-de-Maurienne, une agglomération intra-départementale regroupant quatre  communes, dont elle est une commune de la banlieue,,. Par ailleurs la commune fait partie de l'aire d'attraction de Saint-Jean-de-Maurienne, dont elle est une commune de la couronne,. Cette aire, qui regroupe 26 communes, est catégorisée dans les aires de moins de 50 000 habitants,.

### Occupation des sols
L'occupation des sols de la commune, telle qu'elle ressort de la base de données européenne d’occupation biophysique des sols Corine Land Cover (CLC), est marquée par l'importance des forêts et milieux semi-naturels (74,9 % en 2018), en augmentation par rapport à 1990 (69,9 %). La répartition détaillée en 2018 est la suivante : 
milieux à végétation arbustive et/ou herbacée (43,4 %), forêts (25,2 %), prairies (16,1 %), zones agricoles hétérogènes (8,9 %), espaces ouverts, sans ou avec peu de végétation (6,3 %).
L'IGN met par ailleurs à disposition un outil en ligne permettant de comparer l’évolution dans le temps de l’occupation des sols de la commune (ou de territoires à des échelles différentes). Plusieurs époques sont accessibles sous forme de cartes ou photos aériennes : la carte de Cassini (XVIIIe siècle), la carte d'état-major (1820-1866) et la période actuelle (1950 à aujourd'hui).

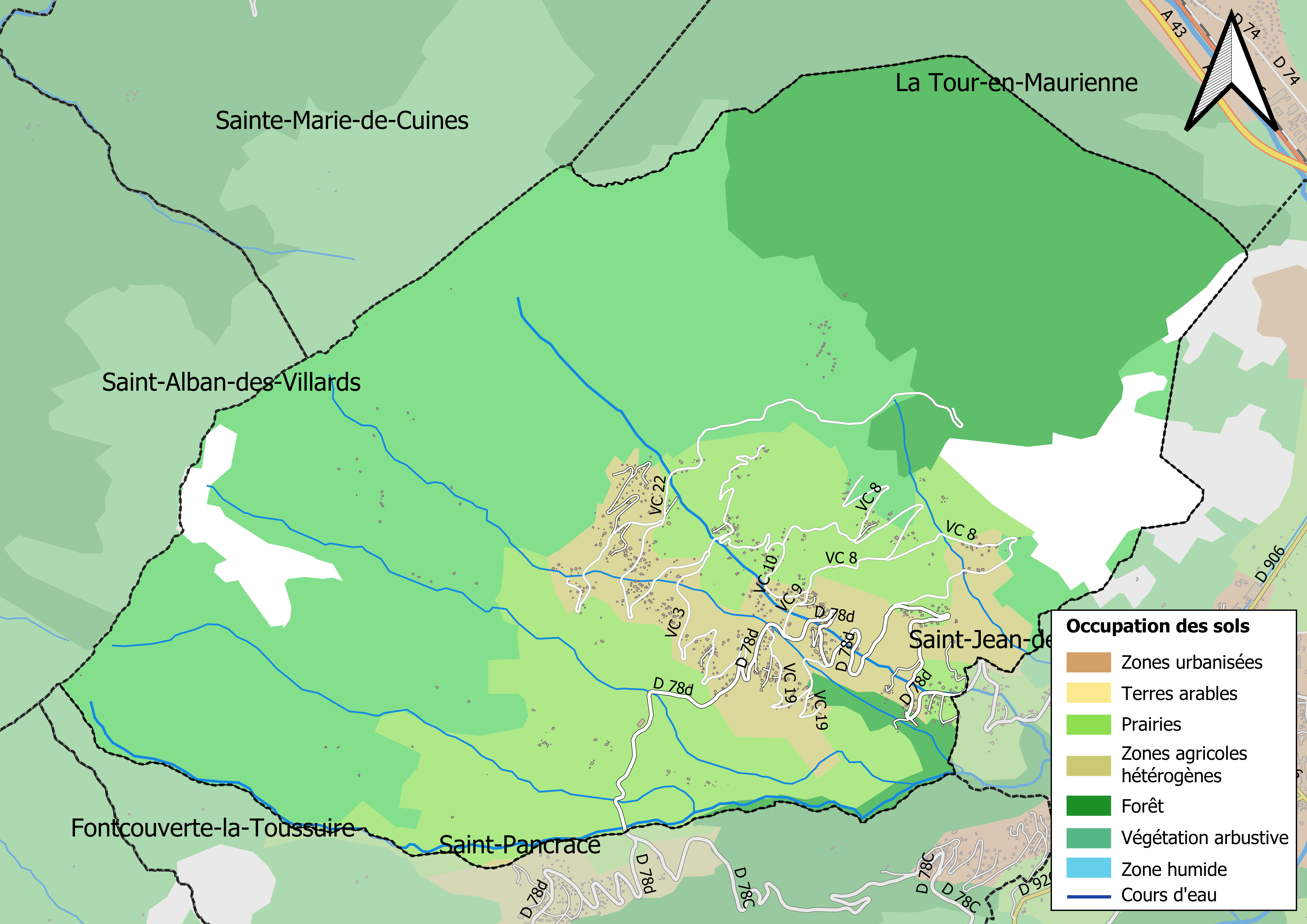
Carte des infrastructures et de l'occupation des sols en 2018 (CLC) de la commune.
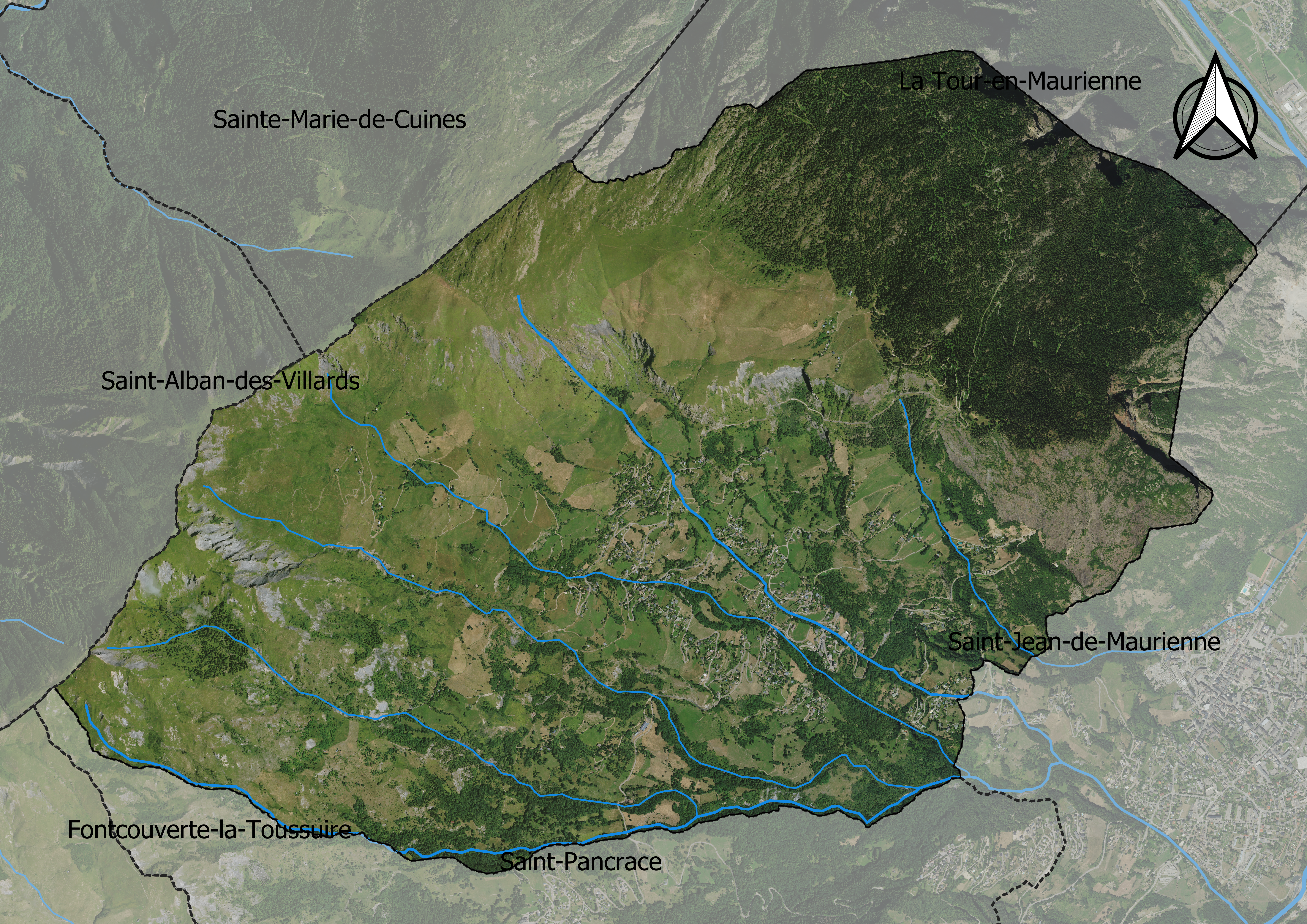
Carte orthophotogrammétrique de la commune.

## Toponymie
La paroisse est mentionnée dès les XIe et XIIe siècles. On trouve ainsi les formes In villa Garriaci, Garriacum, In Garriaco,. Au siècle suivant, l'église est mentionnée sous la forme Ecclesia de Jarriaco (1184),. Le toponyme se trouve sous la forme Jariaci (1417), Jarrier (1575), Jarriès (1697),.
Le nom de la commune semble provenir d'un nom de domaine d'origine gallo-romaine Garriacum, ayant appartenu à un certain de Garrius ou Garius,.
En francoprovençal, le nom de la commune s'écrit Zharyé, selon la graphie de Conflans.

## Histoire
Les premières mentions du village remonte aux XIe et XIIe siècles, où il est mentionné dans le Cartulaire de Maurienne.
La bulle pontificale de Lucius III, de l'année 1184, confirme la juridiction épiscopale de Maurienne sur dix-sept paroisses dont Jarrier (Ecclesia de Jarriaco),.
Peu avant le hameau de Notre Dame, la chapelle Rose, dite encore chapelle de la Varde ou encore chapelle Saint-Roch, posée sur son éperon rocheux, sur fond d'Aiguilles d'Arves enneigées. C'est le plus vieux édifice construit de Jarrier.

### Révolution française
La Révolution française touche également Jarrier. Le 11 janvier 1793, du bois est réquisitionné, ainsi que du blé et des cloches, par les autorités révolutionnaires. La commune ayant fait preuve de mauvaise volonté, elle est contrainte de nourrir un caporal et 5 fusilliers.
Le 15 avril 1794, une nouvelle réquisition de mulets et de bœufs a lieu ; s'ensuit l'occupation de la commune par des militaires, avec obligation de livrer les cloches et de faire l'inventaire des biens meubles et immeubles du clergé, des confréries et des chapelles.

### Première Guerre mondiale
Lors de la « Grande guerre », Modèle:Nobr- sont partis au front, 30 y ont trouvé la mort. Un monument aux morts est érigé en 1920 et placé sur le mur extérieur de l'église à droite de la porte jusqu'à ce qu'il soit déplacé en 1991.

### Seconde Guerre mondiale
Le 22 août 1944, quatre jeunes Jarriens engagés dans la Résistance (René Viallet, Émile Viallet, Michel Julliard, Maurice Gaden) sont fusillés au tunnel de Charvin, aujourd'hui dénommé sur proposition des élus de Jarrier le « tunnel des 4 Jarriens ».

## Politique et administration
| Période                                  | Période                     | Identité      | Étiquette | Qualité |
| ---------------------------------------- | --------------------------- | ------------- | --------- | ------- |
| Les données manquantes sont à compléter. |                             |               |           |         |
| avant 1988                               | ?                           | Maurice Léard |           |         |
| mars 2008                                | En cours (au décembre 2019) | Marc Picton   | SE        |         |

## Démographie
Les habitants de la commune sont appelés les Jarrienches et Jarriens.
L'évolution du nombre d'habitants est connue à travers les recensements de la population effectués dans la commune depuis 1793. Pour les communes de moins de 10 000 habitants, une enquête de recensement portant sur toute la population est réalisée tous les cinq ans, les populations de référence des années intermédiaires étant quant à elles estimées par interpolation ou extrapolation. Pour la commune, le premier recensement exhaustif entrant dans le cadre du nouveau dispositif a été réalisé en 2007.

En 2022, la commune comptait 502 habitants, en évolution de +0,4 % par rapport à 2016 (Savoie : +3,63 %, France hors Mayotte : +2,11 %).
| 1793 | 1800 | 1806 | 1822 | 1838 | 1848 | 1858 | 1861 | 1866 |
| ---- | ---- | ---- | ---- | ---- | ---- | ---- | ---- | ---- |
| 922  | 822  | 822  | 824  | 935  | 956  | 943  | 956  | 966  |

| 1872 | 1876 | 1881 | 1886 | 1891 | 1896 | 1901 | 1906 | 1911 |
| ---- | ---- | ---- | ---- | ---- | ---- | ---- | ---- | ---- |
| 904  | 925  | 927  | 928  | 937  | 941  | 933  | 822  | 769  |

| 1921 | 1926 | 1931 | 1936 | 1946 | 1954 | 1962 | 1968 | 1975 |
| ---- | ---- | ---- | ---- | ---- | ---- | ---- | ---- | ---- |
| 696  | 686  | 570  | 586  | 525  | 517  | 460  | 438  | 358  |

| 1982 | 1990 | 1999 | 2006 | 2007 | 2012 | 2017 | 2022 | - |
| ---- | ---- | ---- | ---- | ---- | ---- | ---- | ---- | - |
| 423  | 436  | 450  | 462  | 464  | 479  | 503  | 502  | - |

## Économie
Jarrier possède des sentiers de randonnées. De nombreux chemins arpentent la commune, et mènent au Grand Châtelard (2 143 m), au col de Cressua (2 065 m) ou encore à la forêt communale.
La proximité de la commune avec le domaine skiable Les Sybelles participe également à son activité touristique lors de la période hivernale.

## Culture locale et patrimoine

### Lieux et monuments

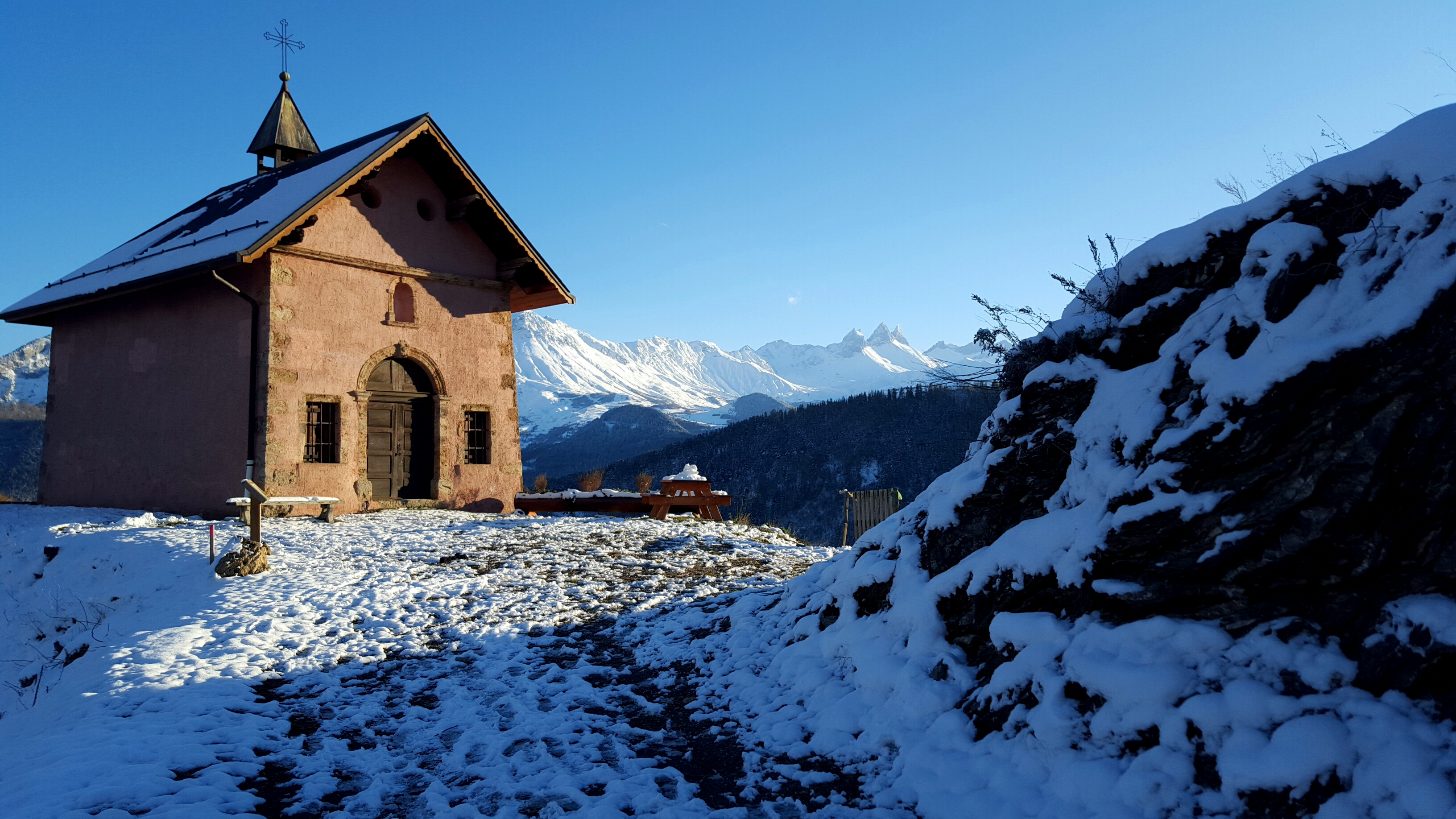
Chapelle Saint-Roch en hiver.

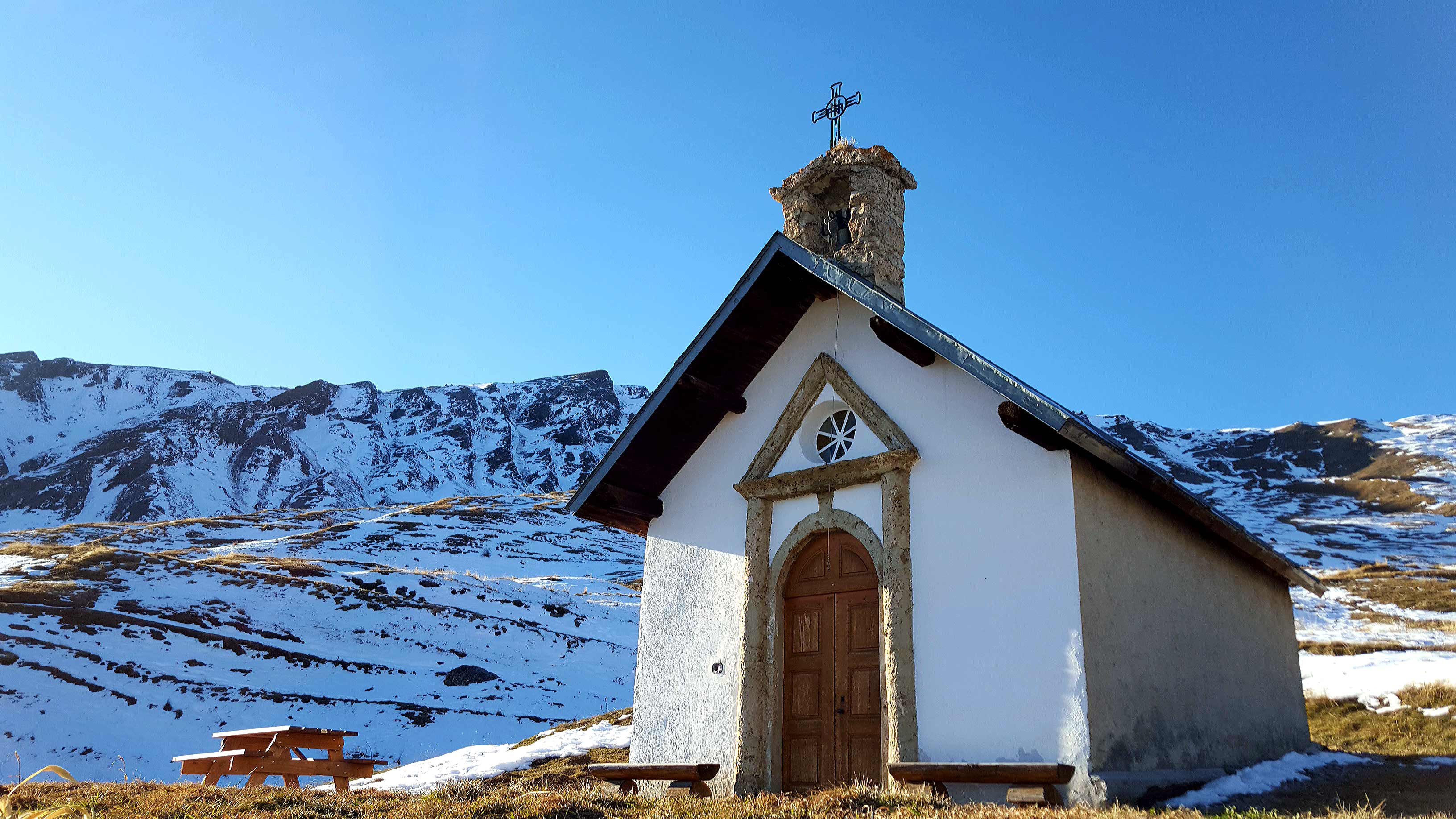
La chapelle de Notre-Dame des Chambeaux en décembre 2015.

Église Saint-Pierre-et-Saint-Clément, dans un style baroque.  Classé MH (1990).
La commune de Jarrier possède un riche patrimoine avec notamment un grand nombre de chapelles appartenant au style baroque.
Parmi elles, se trouvent les chapelles de :
- Saint-Roch (ou Saint-Sébastien), située au hameau de la Varcinière ;
- Notre-Dame-des-Grâces, située au hameau de Chéloup[25] ;
- Notre-Dame des Chambeaux, située au hameau des Chambeaux ;
- Saint-Bernard, située au hameau des Hérouils ;
- Saint-Antoine, située au hameau de la Toulaz.

Une balade très prisée des promeneurs reliant un bon nombre de ces dernières existe sous le nom du Circuit des Chapelles.

### Personnalités liées à la commune
- Jean-Baptiste Marcoz (1759-1834), homme politique, né à Jarrier-en-Maurienne, député au Conseil des Cinq-cents.

### Culture
Fondée en 1875, la lyre grégorienne de Jarrier est une véritable institution de la commune, et est considérée comme « la plus vieille dame » du village de Jarrier.   La musique interprétée est une musique de fanfare.
Les musiciens de la lyre grégorienne, qui sont une quarantaine, se distinguent par un costume traditionnel, qu’ils portent lors des sorties estivales. Ce costume est celui que portaient leurs aïeux. Il se compose d’une veste de drap écru, tissé de façon artisanale, d’une ceinture de tissu rouge et d’un chapeau de feutre noir. Le côté folklorique de la lyre grégorienne contribue à sa réputation et permet de perpétuer les traditions jarriennes.

### Appellations d'origine contrôlée
La commune se trouve sur le territoire d'appellation d'origine contrôlée pour le beaufort.